# 大李家坪—庙坪遗址
大李家坪—庙坪遗址，位于中国甘肃省陇南市武都区，为一个省级文物保护单位，类型为古遗址。
大李家坪—庙坪遗址的历史年代为新石器时代。